# Чолла-Пукто
Чолла-Пукто (кор. 전라북도 [tɕʌl.la.buk̚.to]), сокращенно Чонбук (кор. 전북) — провинция на юго-западе Южной Кореи. Официальное название провинции — Провинция с особой автономией Чонбук(кор. 전북특별자치도?, 全北特別自治道? Чонбук тхыкпхёль чачхидо). Административный центр — город Чонджу.

## Административное деление
Чолла-Пукто разделена на 6 городов («си») и 8 уездов («кун»). Ниже даны названия их русские названия, а также запись на хангыле и ханчче.

### Города
- Иксан (익산시; 益山市)
- Кимдже (김제시; 金堤市)
- Кунсан (군산시; 群山市)
- Намвон (남원시; 南原市)
- Чонджу (전주시; 全州市 — административный центр провинции)
- Чонып (정읍시; 井邑市)

### Уезды
- Ванджу (완주군; 完州郡)
- Имсиль (임실군; 任實郡)
- Кочхан (고창군; 高敞郡)
- Муджу (무주군; 茂朱郡)
- Пуан (부안군; 扶安郡)
- Сунчхан (순창군; 淳昌郡)
- Чансу (장수군; 長水郡)
- Чинан (진안군; 鎭安郡)

## История
В эпоху Чосона территория Корейского полуострова была разделена на 8 провинций. Юго-запад полуострова занимала провинция Чолладо. На севере она граничила с провинцией Чхунчхондо, на востоке — с Кёнсандо, на юге омывалась Восточно-Китайским морем, а на западе — Жёлтым морем.
В 1896 году Чонджу и северная часть района Намвон были объединены в провинцию Чолла-Пукто (Северная Чолла́), а Наджу, остров Че́джу и южная часть Намвона были объединены в провинцию Чолла-Намдо (Южная Чолла), а Чеджудо впоследствии стала отдельной провинцией.

## Религия
Согласно переписи 2005 года жителей Северной Чоллы 37,7 % последователи христианства (26,3 % протестантизма и 11,4 % католицизма) и 12,8 % последователи буддизма. 49,5 % населения в основном не религиозны или следуют за мюизмом и другими религиями коренных народов.